# Diga St. Francis
La diga St. Francis era una diga in calcestruzzo ad arco a gravità situata in California negli Stati Uniti d'America, che era stata progettata per creare un bacino idrico per la città di Los Angeles. Situata a 50 miglia (80 km) a nordovest di Los Angeles, la diga si trovava nei pressi di Santa Clarita.

## Storia
La diga fu eretta tra il 1924 ed il 1926 sotto la supervisione di William Mulholland, capo ingegnere e manager del Los Angeles Department of Water and Power, noto anche come Bureau of Water Works and Supply. La notte del 12 marzo 1928, esattamente tre minuti prima della mezzanotte, la diga crollò, causando una ondata che uccise fino 600 persone.
Il crollo della diga St. Francis, che sancì la fine della carriera di Mulholland, è ritenuto uno degli eventi più catastrofici correlati alla costruzione di dighe negli Stati Uniti, ed ebbe conseguenze anche sulla gemella Diga Mulholland, uguale per forma e costruzione, alla quale fu abbassato il livello delle acque nel bacino, nonché fu soggetta ad interventi di rafforzamento.